# Choťovice (nádraží)
Choťovice jsou železniční stanice v obci Žehuň v okrese Kolín. Leží v km 12,003 železniční tratě Velký Osek – Choceň. Stanice byla otevřena v roce 1888 spolu s tratí z Velkého Oseka do Chlumce nad Cidlinou.[zdroj?]

## Provozní informace
Stanice má tři dopravní koleje a jedno nástupiště (u hlavní staniční koleje č. 1). Stanice je vybavena reléovým zabezpečovacím zařízením AŽD 71 s tlačítkovou volbou. Ve stanici není možnost zakoupení si jízdenky a trať procházející zastávkou je elektrizovaná stejnosměrným proudem 3 kV. Provozuje ji Správa železnic.

## Doprava
Pro nástup a výstup cestující zde zastavují pouze spěšné vlaky, které jezdí trasu (Čáslav –) Stará Paka – Chlumec nad Cidlinou – Trutnov hl. n. Dále zde projíždějí rychlíky na trase Praha – Hradec Králové – Trutnov.

## Tratě
Stanicí prochází tato trať:
- Velký Osek – Hradec Králové – Týniště nad Orlicí – Choceň (č. 020)